# Château des Célestins
Pour les articles homonymes, voir Célestins (homonymie).
Le château des Célestins est un château situé à Colombier-le-Cardinal, dans le département de l'Ardèche, en France.

## Localisation
Le village de Colombier-le-Cardinal se situe en Ardèche Verte, dans le Piémont ardéchois.

## Historique

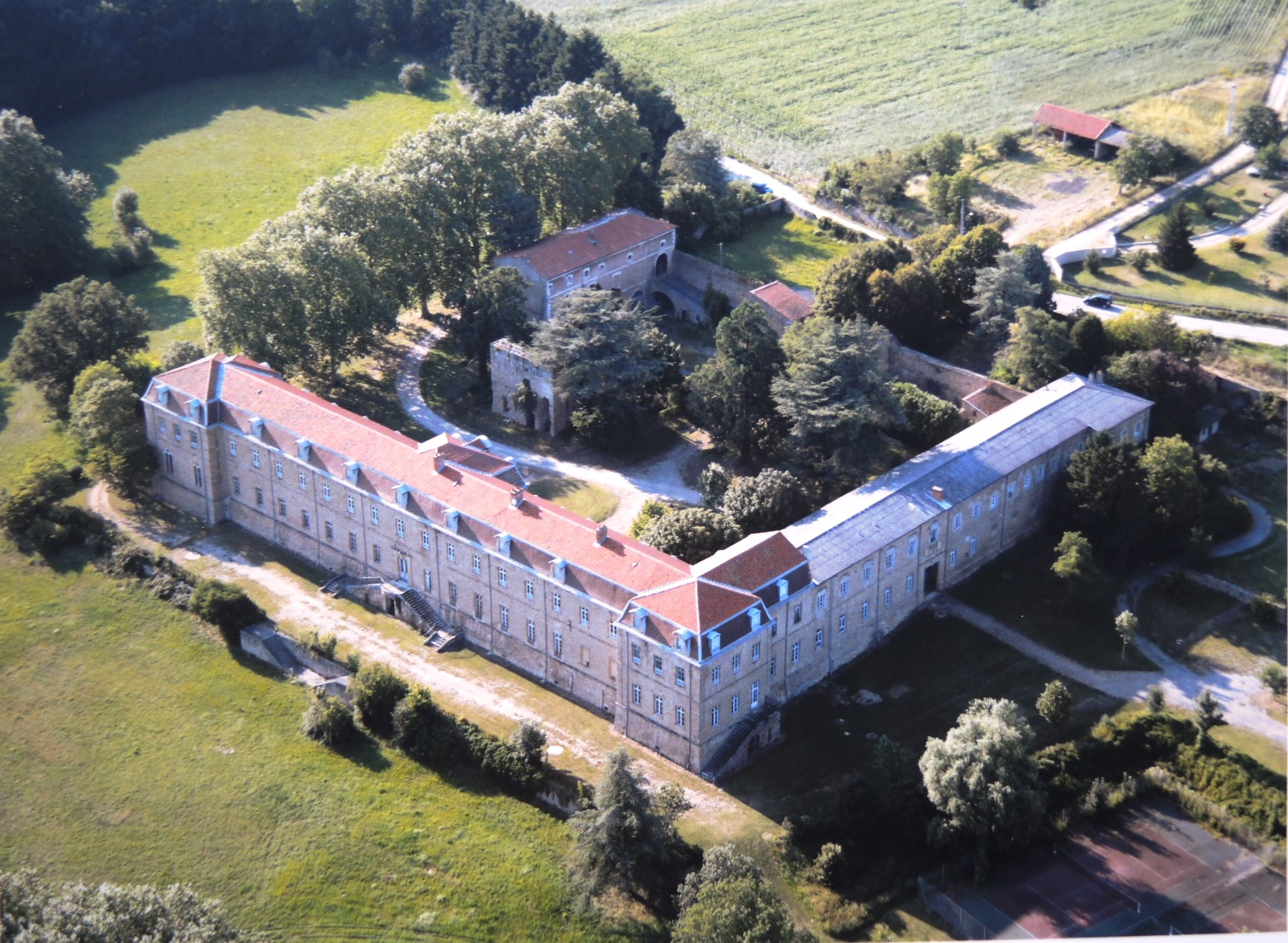

Le château-monastère de Colombier-le-Cardinal existait déjà aux XIIe et XIIIe siècles en tant qu'important point de défense et de refuge. Il était en la possession de la famille Malatour-Colombier d'Annonay. L'un des leurs, Pierre de Colombier, cardinal, évêque d'Ostie, puis légat du Pape (c'est à ce titre qu'il couronna l'Empereur Charles IV en 1355) est à l'origine de l'établissement des Célestins au château. Selon son vœu testamentaire, une communauté de religieux célestins est établie au château à sa mort en 1361. Les armes des Célestins de Colombier, comme celles de tous les Célestins de France, portaient une croix d'or avec un S d'argent au champ d'azur, accompagnée de deux fleurs de lys de même.
À l'heure des guerres de religion, dans les années 1560, les huguenots détruisent le monastère de Colombier, alors véritable quartier général et refuge des catholiques. Après l'édit de pacification de Nantes en 1585, le monastère est reconstruit presque entièrement en 1655. Puis, l'ordre des Célestins ne se conformant plus aux règles de saint Benoît, leur fondateur, est supprimé en 1773. Le château-couvent des Célestins de Colombier-le-Cardinal est alors fermé en 1778.
En 1790, les bâtiments du château des Célestins sont vendus comme bien national aux frères Monneron. 
Puis, en 1859, le château et les terrains attenants sont vendus à la famille Barou de La Lombardière de Canson.
En 1961, la famille de Canson vend le château et des terres attenantes, à la société Saint-Gobain et en 1982, la société Saint-Gobain vend le château et les terres au syndicat mixte d'équipement de l'Ardèche, qui sont loués à la Fédération départementale des associations familiales rurales.
L'édifice est partiellement classé au titre des monuments historiques en 1963 et partiellement inscrit en 2017.

## Architecture
Cet ancien monastère d'une surface de 5 000 m2 occupe un parc de 18 hectares.

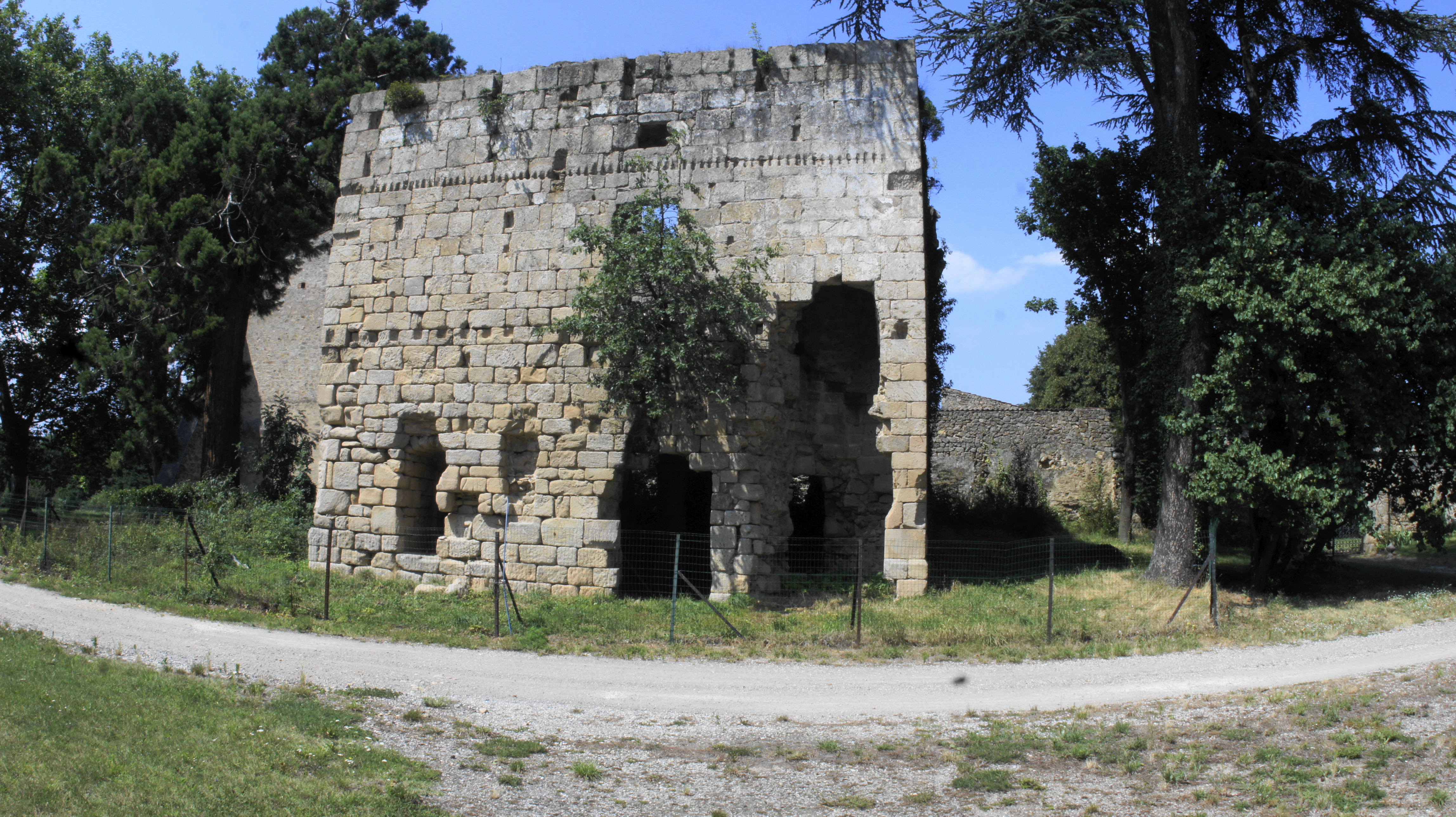
La partie la plus ancienne du château, les ruines du couvent.